# Euryglossina perpusilla
Euryglossina perpusilla är en biart som först beskrevs av Cockerell 1910.  Euryglossina perpusilla ingår i släktet Euryglossina och familjen korttungebin. Inga underarter finns listade i Catalogue of Life.

## Bildgalleri

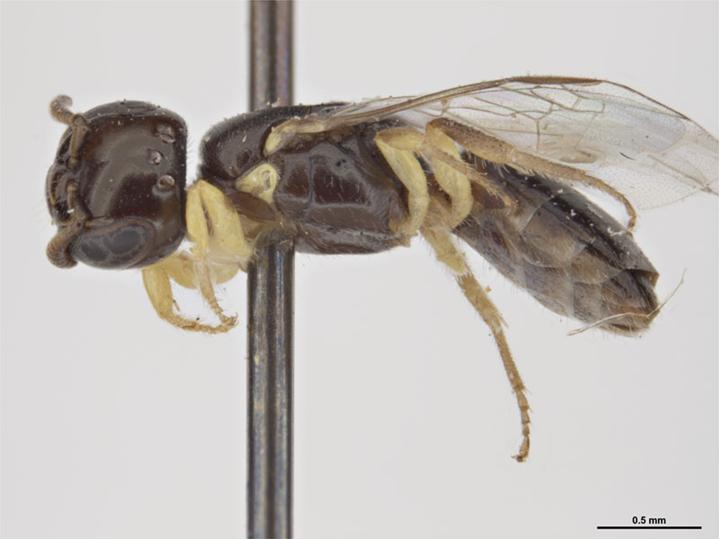